# カシュガル川

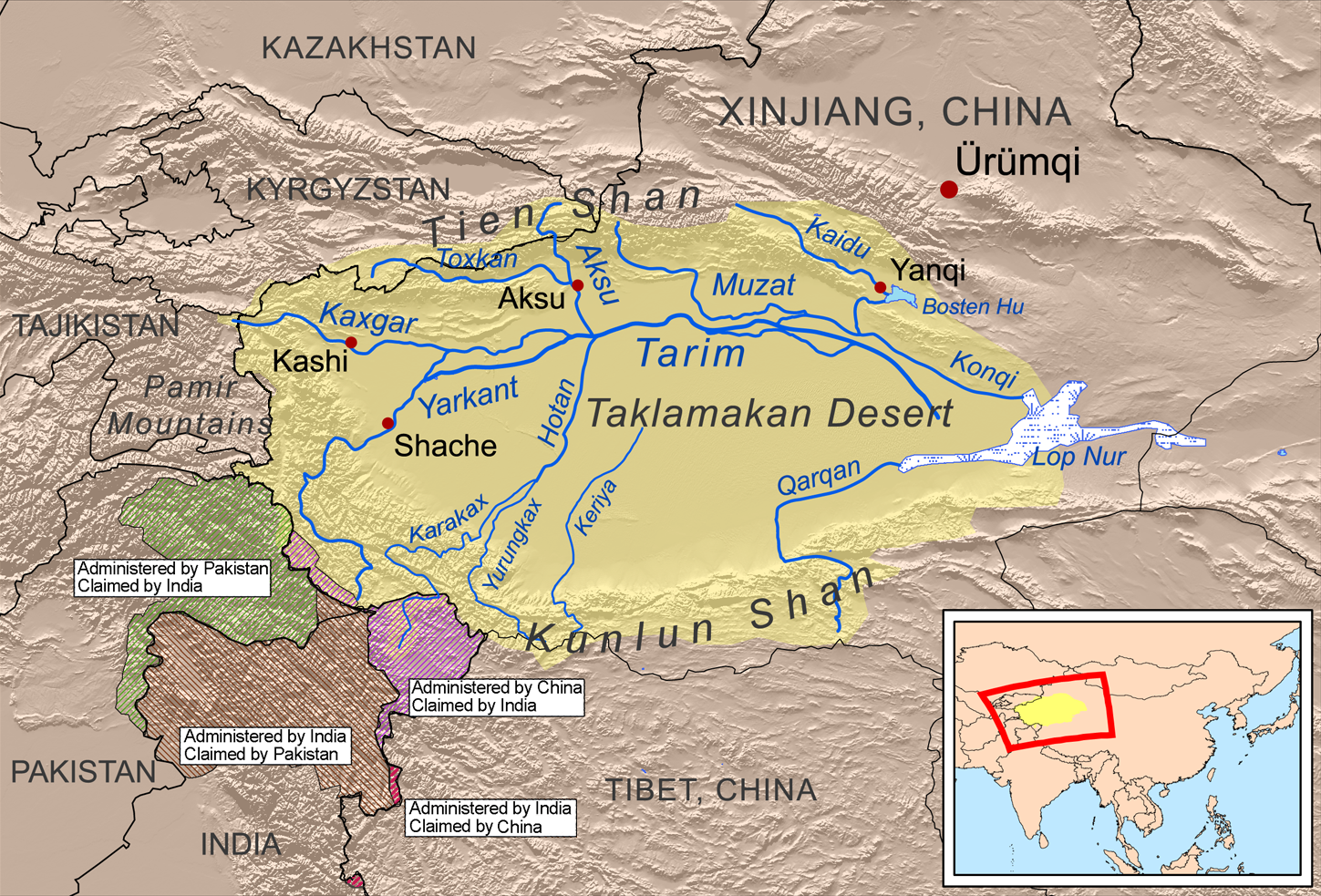
タリム盆地を流れるタリム川水系で、タジキスタンから流れ来るカシュガル川（この図でKaxgar）はカシュガル市を通過して、ヤルカンド川（Yarkant）と合流する。

カシュガル川（カシュガルがわ、ウイグル語：قەشقەردەرياسىのローマ字：Qeshqer deryasi、中国語: 喀什噶尔河、キルギス語: Кызыл-Суу、英語: Kashgar River）は、中国新疆ウイグル自治区の最西部にあるカシュガル市を東へ流れる川である。

## 流路
カシュガル川はパミール山脈のレーニン峰の東部、キルギスタンの中国との国境地帯にあるアライ渓谷に源を発し、中国との国境を通って東へ流れ、カシュガル市内南部を通過して、タクラマカン砂漠の北西部に流れ込み、アーバード県でヤルカンド川（Yarkand River）と合流する。カシュガル川の支流には、中国内で克孜河（克孜河）などがあり、ヤルカンド川は間もなくタリム川に合流する。

## 参照項目
- タリム盆地